# 高放 (1939年)
高放（1939年1月—），女，河北人，中国演员，北京电影制片厂演员，中国电影金凤凰奖特别荣誉奖获得者。